# Ecclinusa lancifolia
Ecclinusa lancifolia là một loài thực vật có hoa trong họ Hồng xiêm. Loài này được (Mart. & Eichler ex Miq.) Eyma mô tả khoa học đầu tiên năm 1936.